# كفر أيوب عوض
قرية كفر أيوب عوض هي إحدى القرى التابعة لمركز منيا القمح في محافظة الشرقية في جمهورية مصر العربية. حسب إحصاءات سنة 2006، بلغ إجمالي السكان في كفر أيوب عوض 881 نسمة، منهم 449 رجل و432 امرأة.